# Ladislao Mazurkiewicz
Pour les articles homonymes, voir Mazurkiewicz.
Ladislao Mazurkiewicz Iglesias, né le 14 février 1945 à Piriápolis et mort le 2 janvier 2013  à Montevideo, est un footballeur uruguayen.
Meilleur gardien de la Coupe du monde 1970, douzième au classement des meilleurs gardiens du XXe siècle (cinquième en ce qui concerne les Latino-Américains), il était, jusqu'en 2018, le joueur uruguayen à avoir disputé le plus de matches de Coupe du monde (13 apparitions en trois Coupes du monde). Ce record appartient aujourd'hui à son successeur Fernando Muslera (16 apparitions en trois Coupes du monde), qui garde les cages de la Celeste depuis 2009.

## Biographie
Ladislao Mazurkiewicz était le gardien de but de l'Équipe d'Uruguay, surnommée la Céleste, dans les années soixante et soixante-dix.
Lors de l'édition 1970, au cours de laquelle l'Uruguay atteint la quatrième place, il est désigné meilleur gardien de la compétition. Pendant la demi-finale Brésil - Uruguay, Pelé réussit sur Mazurkiewicz une feinte de génie, en le dribblant sans même toucher le ballon, mais ne réussit pas à redresser la course du ballon dans le but.
Mazurkiewicz a joué au Peñarol, à l'Atlético Mineiro (Brésil), et en Espagne au Grenade CF.